# Harriman
Harriman – wieś w Stanach Zjednoczonych, w stanie Nowy Jork, w hrabstwie Orange.